# Militärkommando
Die Militärkommanden (MilKdo) sind eine territoriale Organisationsform in Österreichs Bundesheer. Für jedes Bundesland existiert ein Militärkommando. Sie werden von Offizieren im Generalsrang (1980–2002: Divisionär; seit 2002 Generalmajor, heute in der Regel ein Brigadier) geführt. Die Kommandoführung ist derzeit grundsätzlich auf fünf Jahre beschränkt, kann aber verlängert werden.

## Bestehende Militärkommanden
Im Einzelnen sind dies:
- Militärkommando Burgenland (Befehlsbereich 1)
- Militärkommando Kärnten (Befehlsbereich 7)
- Militärkommando Niederösterreich (Befehlsbereich 3)
- Militärkommando Oberösterreich (Befehlsbereich 4)
- Militärkommando Salzburg (Befehlsbereich 8)
- Militärkommando der Steiermark (Befehlsbereich 5)
- Militärkommando Tirol (Befehlsbereich 6)
- Militärkommando Vorarlberg (Befehlsbereich 9)
- Militärkommando Wien (Befehlsbereich 2)

## Aufgaben
Ein Militärkommando ist unter anderem verantwortlich für die Erfassung und Stellung der Wehrpflichtigen in seinem Bundesland. Des Weiteren ist es verantwortlich für die Führung der unterstellten Einheiten, Kommanden und Dienststellen im Frieden sowie für die taktische Führung der Verbände in einem Einsatz.
Die Militärkommanden sind insbesondere für folgende Aufgaben verantwortlich:
- Aufgaben, die der Entlastung operativer Kräfte dienen.
- Überwachung von Nebenbedrohungsräumen und rückwärtige Gebiete.
- Schutz militärisch relevanter Objekte und Verkehrslinien.
- Host Nation Support (territoriale Unterstützung für berechtigte fremde Streitkräfte).

## Unterstellte Verbände
Den Militärkommanden sind Expertenstäbe (mobilisierbar) und jeweils ein leichtes Jägerbataillon (mobilisierbar) und eine Pionierkompanie (mobilisierbar), in Wien zwei leichte Jägerbataillone (mobilisierbar) und das Gardebataillon zugeordnet.
Den Militärkommanden sind zur Hilfeleistung bei Elementarereignissen und Unglücksfällen (Assistenzeinsatz) alle Kräfte in deren Befehlsbereich unterstellt.